# Terremotos de Lima y Callao de 1687
Los Terremotos de Lima y Callao de 1687 ocurrieron el 20 de octubre de 1687, asolando toda la costa central del Perú, entre Chancay y Pisco. Fueron dos sismos de gran intensidad: el primero se produjo a las 4:15 de la mañana, y el segundo a las 5:30 aproximadamente, al que siguió un maremoto que arrasó el puerto del Callao y otras localidades costeras. Gobernaba entonces en el Perú el virrey Melchor de Navarra y Rocafull, Duque de la Palata.
Este doble sismo es considerado como el tercero de mayor intensidad ocurrido en Lima, después del Terremoto de 1746 y el Terremoto de 1940.

## Antecedentes
El día 30 de enero de 1687 se sintió en Lima un temblor de regular intensidad. Dos meses después, otro sismo bastante recio sacudió la capital del Virreinato, en la medianoche del 31 de marzo a 1º de abril. A éste le siguieron los del 8, 9, 13 y 16 del mismo mes de abril, que aunque fueron de menor intensidad, por su alarmante repetición son considerados heraldos trágicos del violento terremoto del 20 de octubre de ese año.

## El doble terremoto
El 20 de octubre de 1687, a las 4 y 15 de la madrugada, cuando los pobladores de Lima estaban sumidos en el sueño, empezó el sismo que tuvo una duración bastante prolongada, de un minuto y 33 segundos. La crónica histórica afirma que algunos novicios jesuitas rezaron juntos a grito pausado, durante todo el tiempo que duró el sismo, la mayor parte de la letanía lauretana.

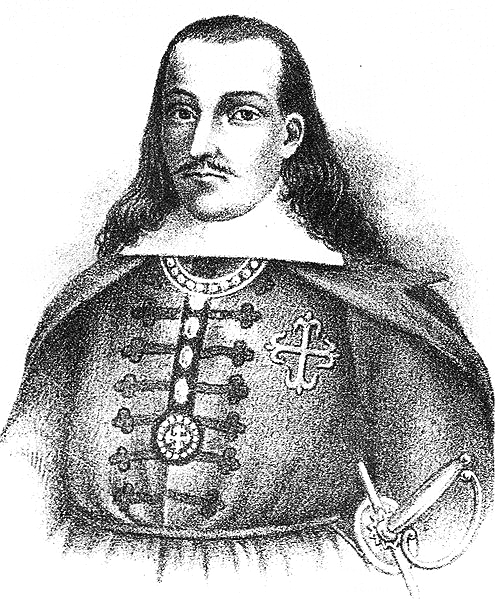
El virrey Melchor de Navarra y Rocafull

El pánico se apoderó de todos. El terrible sacudón desarticuló los edificios y torres de la ciudad. Las campanas de las iglesias tocaban por sí solas y el estruendo era muy grande. Se abrieron grietas en el suelo. La gente se volcó a calles, plazas y plazuelas. Se oían gemidos y oraciones en voz alta, pidiendo perdón a Dios e invocando su misericordia. Pasado el prolongadísimo sacudón, la población comenzó a reaccionar. Los más serenos se dedicaron a rescatar a los heridos de entre los escombros. Amigos y parientes se buscaban unos a otros. El virrey Duque de la Palata impartió órdenes y la gente ya se estaba tranquilizando, cuando poco después, a las 5 y 30 de la mañana, la tierra volvió a ser sacudida por otro sismo, con mayor fuerza y celeridad.
Esta vez el pánico fue incontrolable. Cayeron iglesias, edificios y mansiones, y las grietas se extendieron. Se derrumbó la torre de la iglesia de Santo Domingo, matando a mucha gente. Cayeron los portales de la Plaza Mayor. Se desplomó el Palacio de Gobierno, lo mismo que la Capilla Mayor de la iglesia de San Agustín y se vino abajo la bóveda y el crucero de la iglesia de San Francisco. Casi todos los edificios sufrieron daños y creció el número de víctimas.

## El maremoto
Como consecuencia del terremoto, se retiró el mar y luego vino un maremoto con olas de entre 5 y 10 metros de altura, que entró al puerto del Callao por encima de las murallas, cubriendo todos los edificios; incluso hizo encallar dos embarcaciones. También hizo desaparecer un pueblo de indios pescadores llamado Quilcay (Lurín) situado a cinco leguas al sur de Lima.
Los estragos del maremoto se extendieron a lo largo de la costa comprendida entre Chancay y Camaná. Hay constancia que este tsunami tuvo también efecto en zonas tan alejadas como las costas del Japón. 
El puerto de Pisco sufrió una gran devastación al ser inundado totalmente por el mar, a tal punto que dos navíos que estaban en su puerto quedaron varados en su plaza mayor. Tan grave fue la destrucción que después la villa tuvo que trasladarse y refundarse a una legua del mar. En Cañete y Chincha ocurrió igual devastación, perdiéndose 3000 quintales de azogue que iban a ser embarcados hacia Acapulco.

## El Arzobispo de Lima se salvó

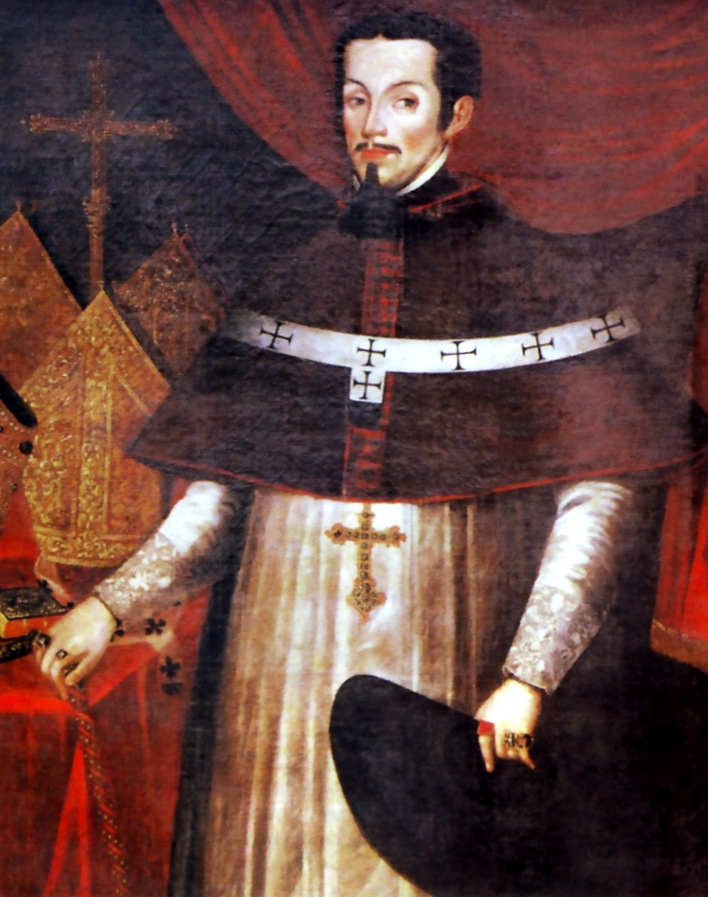
Melchor de Liñán y Cisneros, arzobispo de Lima entre 1676 y 1708, que también fue virrey del Perú, antecediendo al Duque de la Palata, entre 1678 y 1681.

Entre las víctimas se contó el general Juan Ramírez de Arellano, ascendiente de distinguida familia Osma, que pereció junto con su esposa y su menor hijo.
Quien se salvó de una muerte segura fue el arzobispo de Lima Melchor de Liñán y Cisneros, entonces convaleciente de una grave enfermedad en el Callao. El techo de su dormitorio cayó, y el prelado se salvó de sucumbir aplastado gracias a una viga que se atravesó en el umbral donde se había refugiado. Sufrió varias contusiones y serios daños en una pierna, y fue sacado con gran esfuerzo de entre los escombros por su mayordomo Francisco de Jáuregui. Tras este suceso, Liñán se retiró al pueblo de Late (actual distrito de Ate), pues su palacio de Lima quedó inhabitable.
El mismo virrey hubo de refugiarse en una toldería armada en la Plaza Mayor y allí permaneció 73 días, hasta que en uno de los patios de Palacio se habilitaron unos aposentos de tablas donde se refugió con su familia. Este virrey ha dejado su testimonio sobre el terremoto, en una carta enviada al rey de España: "La tierra que pisaba hacía olas como el mar y no me podía tener en pie y arrodillado para morir, tampoco me podía mantener en el suelo…".

## Los temblores continuaron hasta diciembre
Los temblores continuaron sintiéndose a lo largo de los días siguientes. Como si todo esto fuera poco, un nuevo sismo sumamente violento se registró el 10 de noviembre de ese mismo año, prolongándose las réplicas hasta el día 2 de diciembre, día en que se agravó la situación, por haberse difundido la noticia falsa de una salida del mar. El pánico fue tal que todos abandonaron los alojamientos improvisados que habían levantado en plazas, huertos y otros descampados, así como las dañadas viviendas que aún servían de refugio, y se apresuraron a ganar las alturas, creyendo que el mar cubriría Lima.
El virrey supo conservar la serenidad y logró calmar a la población, haciendo que retornaran a la ciudad. De haberse mantenido el pánico, la calamidad hubiera sido mayor, pues se hallaban al acecho muchos bandidos y esclavos negros a la espera de ver la ciudad abandonaba para entregarse al saqueo. Aquel mismo día (2 de diciembre), un inusual aguacero echó por tierra los restos de las construcciones que aún se mantenían en pie. Tras el chaparrón, los temblores cesaron de producirse de manera continua.
En el verano siguiente, el virrey hubo de dictar severísimas medidas de sanidad para contrarrestar los efectos de una gran peste que asoló la capital y zonas aledañas, epidemia que triplicó la mortandad ocasionada por los sismos.

## Consecuencias
Se calcula que en Lima perecieron unas 600 personas. En el Callao, el maremoto provocó la muerte de entre 500 a 600 personas.
Además de Lima y Callao, la destrucción fue muy grande en los alrededores, extendiéndose hasta unos 700 kilómetros al sur de Lima, especialmente entre Cañete y Camaná. Entre Ica y Cañete se formaron enormes grietas de kilómetros de extensión. Al norte, en Trujillo, se sintió también el temblor, aunque solo como ruidos sin conmoción.
Se le atribuyó al sismo la esterilización del valle de Chicama para la producción del trigo, el que se recogía hasta entonces hasta 18 000 fanegadas anuales, según consigna Antonio de Alcedo en su Diccionario Geográfico de América.
Se esterilizaron también los terrenos para la cosecha de dicho cereal en la provincia de Lima, en una extensión como de 200 leguas, y hubo una epidemia de roya. El trigo encareció y dejó de producirse en la costa peruana y desde entonces se tuvo que importar de Chile.

## Medidas para la reconstrucción de Lima
El Virrey dictó un bando para evitar la subida de los precios de los materiales de construcción, así como de los jornales, y dio una serie de medidas para acelerar la reconstrucción, tanto de los edificios públicos como religiosos. Se habilitaron siete salas en la planta baja del Palacio de Gobierno para las sesiones de la Real Audiencia, que pudo así continuar su funcionamiento. Tales medidas resultaron efectivas, y en poco tiempo la ciudad volvió a recobrar su aspecto anterior al siniestro.

## Reforzamiento de la fe católica
En ese año trágico de 1687 se inició la devoción a la llamada «Virgen del Aviso» o «Virgen de las Lágrimas», a partir de una pequeña imagen de la Virgen de la Candelaria que tenía en su casa el oidor José Calvo de la Banda y su esposa Jacinta de la Torre y Zegarra, sobre la cual muchos testigos aseguraron haber visto brotar, desde el 4 de julio de ese año y por 32 veces hasta el día del terremoto, un misterioso sudor y lágrimas. La imagen fue donada a la iglesia de San Pablo (llamada después San Pedro). El Virrey ordenó que se le nombrase como Nuestra Señora del Aviso, estableciendo el día 20 de octubre como el de su fiesta anual y de tabla.
Asimismo, fue a raíz de este terremoto cuando empezó a salir en procesión por las calles de Lima una réplica de la venerada imagen del Cristo de Pachacamilla, conocido también como el Santo Cristo de los Milagros. El sismo produjo resquebrajaduras y desmoronamientos en su capilla pero su portentoso mural con la representación del Cristo Crucificado quedó incólume, como ya había ocurrido en el anterior sismo de 1655, lo que fue considerado como un prodigio. Se inició así la tradicional manifestación de fe que subsiste hasta hoy en Lima, conocida como la Procesión del Señor de los Milagros.